# 大湟江
大湟江，位于中国广西壮族自治区中南部，是西江浔江段左岸支流，源头称滑坪河，发源于金秀瑶族自治县罗香乡罗运村大瑶山麓，向南流经亚婆拦孙山后进入平南县境，于平南县大鹏镇右纳大山河后始称“大湟江”，继续南流进入桂平市境，至金田镇新燕村转东流，至江口镇三合水右纳南渌江（甘旺分洪道），接纳黔江分流洪水。三合水以下又称“小江”，东流1.9千米于江口镇江口街西汇入浔江。全长73千米，流域面积874平方公里（包含南渌江和紫荆河区域），落差831米。大湟江流域水旱灾害严重，上游暴雨引发山洪灾害，洪水斜带泥沙；下游地势低平，黔江分洪和浔江洪水顶托倒灌成灾。